# イバン・モレノ・イ・ファビアネシ
イバン・ディエゴ・モレノ・イ・ファビアネシ（Iván Diego Moreno y Fabianesi, 1979年6月4日 - ）は、スペイン・バダホス出身の元サッカー選手。現役時代のポジションはミッドフィールダー。
父親はスペイン人であり、母親はアルゼンチン人である。

## 経歴
幼少の頃はスペインに住んでおり、のちにアルゼンチンに移住した。デビューしたCAロサリオ・セントラルで、自身が外国籍選手として扱われないように、アルゼンチン市民権を要求した。アルゼンチンU-20代表のホセ・ペケルマン監督によって招集され、彼はそれを受け入れた。
2001-02シーズンに在籍したスペインのビジャレアルCFでは主にセカンドチームでプレーした。2006年に在籍したメキシコのモナルカス・モレリアでは活躍した。CAベレス・サルスフィエルドではリカルド・ラ・ボルペ監督の下成功を収めた。
2014年7月14日、トルネオ・ウルグアージョのリベルプールFCからプリメーラB・ナシオナルのCAウラカンに移籍することが決定。プリメーラ・ディビシオン復帰の一員となった。2015年限りで現役生活に終止符を打った。